# Studebaker US6 2½-ton 6×6 truck
Der Studebaker US6 war eine LKW-Modellreihe der US-amerikanischen Studebaker Corporation, die während des Zweiten Weltkriegs in den Jahren 1941 bis 1945 hergestellt wurde.
Diese Modelle waren mit einem 94 PS (69 kW) leistenden Sechszylinder-Ottomotor der Hercules Engine Company sowie einem 5-Gang-Getriebe ausgerüstet. Der US6 verwendete eine modifizierte Version des zivilen Lkw-Fahrerhauses der M-Serie. Es wurden etwa 200.000 Stück dieser LKWs in 13 verschiedenen Varianten hergestellt, darunter auch Kipper und Zugmaschinen mit kürzerem Radstand. Die üblichsten Antriebsformeln waren (6×4) oder (6×6) (drei Achsen, davon entweder zwei oder alle drei angetrieben).
Eine große Zahl von Studebaker-LKWs wurde im Rahmen des „Lend-Lease“-Programms durch den „Persischen Korridor“ in die Sowjetunion geliefert. Die Rote Armee erkannte deren gute Eignung als Fahrlafette für Startrampen der Katjuscha-Raketen, auch wenn dies nicht die hauptsächliche Nutzung des Fahrzeugs in der Sowjetunion war. Die Wagen erfüllten in der sowjetischen Armee viele Aufgaben wie das Ziehen von Geschützen; sie waren für ihre Robustheit und Zuverlässigkeit bekannt. Der LKW wurde bei den sowjetischen Truppen „Studer“ (Студер) genannt. Angelehnt an Technik und Design des Studebaker US6 entwickelte die UdSSR die LKW-Typen GAZ-51 und GAZ-63.

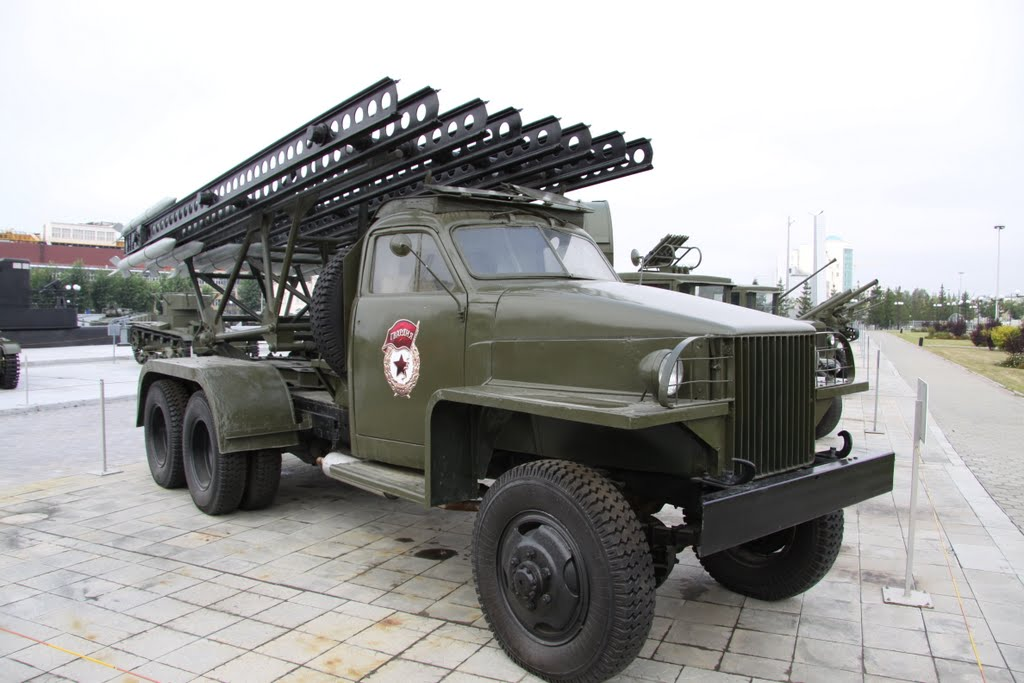
Ein BM-13-Katjuscha-Raketenwerfer auf einem Studebaker-Fahrgestell
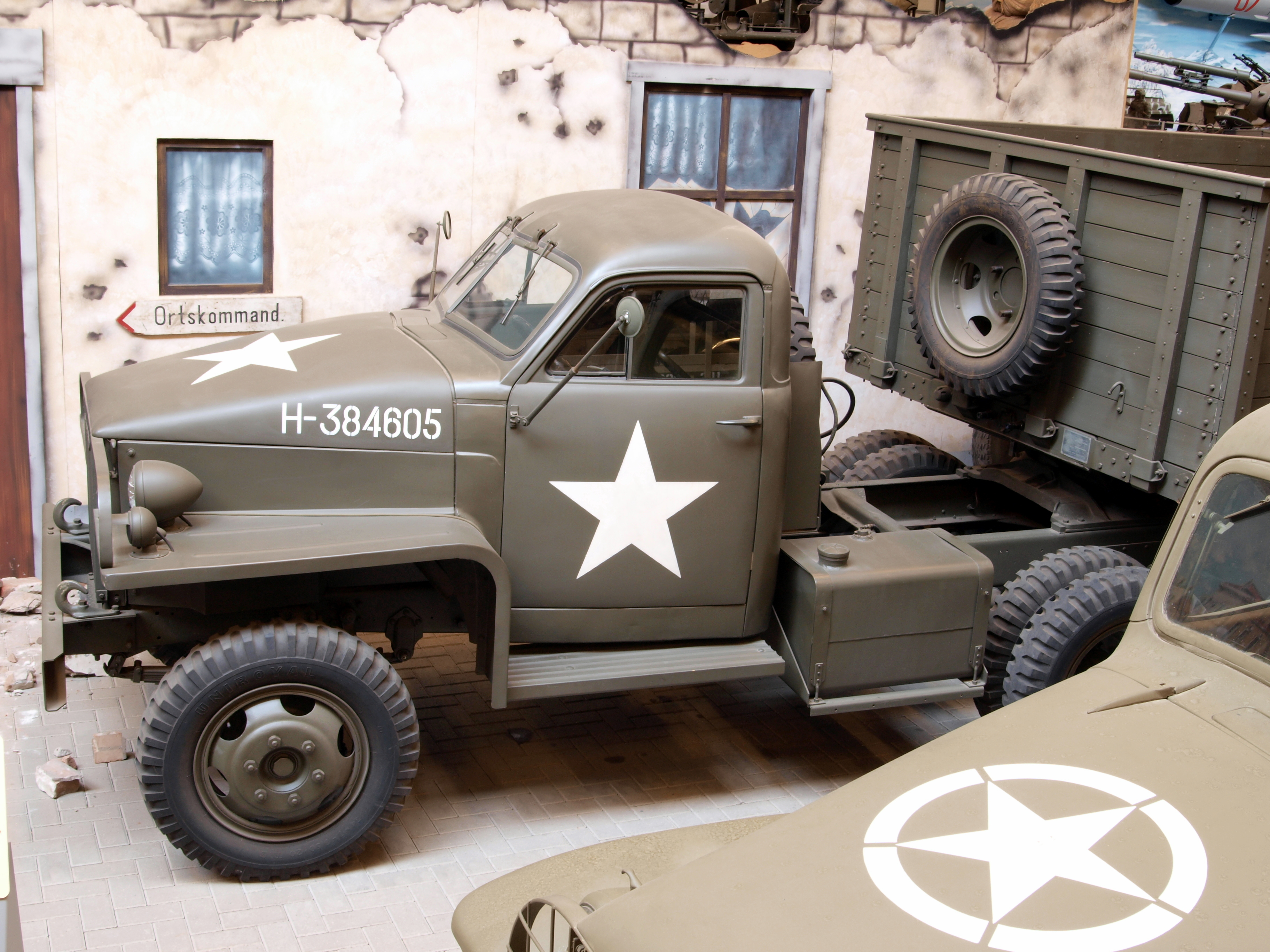
Modell eines US6 der US Army als Sattelzugmaschine
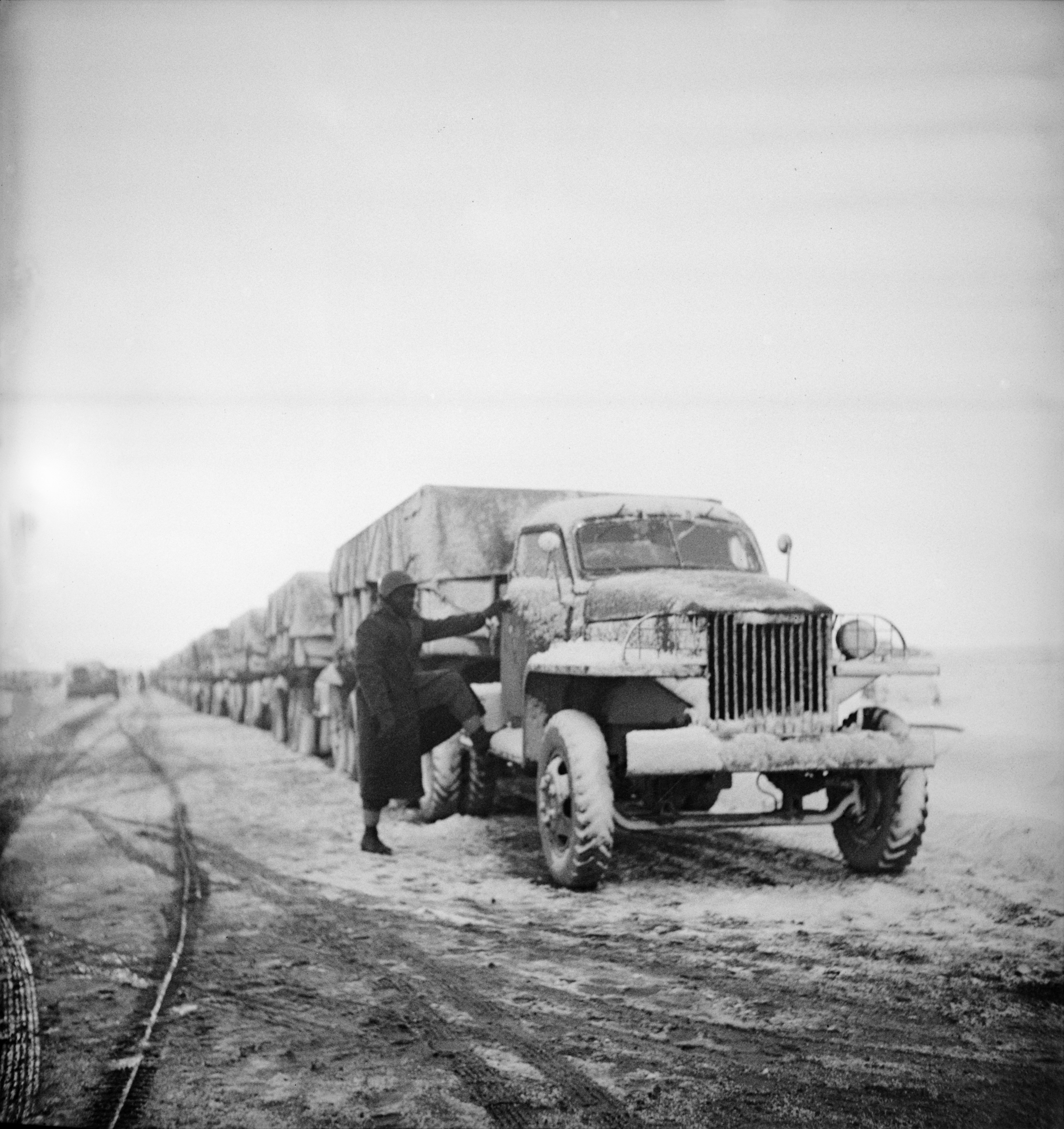
Studebaker US6, entlang des Persischen Korridors geparkt (1943)